# Авдеевка (Полтавская область)
Авдеевка (укр. Овдіївка) — село,
Исковецкий сельский совет,
Лохвицкий район,
Полтавская область,
Украина.
Код КОАТУУ — 5322682803. Население по переписи 2001 года составляло 25 человек.

## Географическое положение
Село Авдеевка находится на расстоянии в 2 км от сёл Дрюковщина, Исковцы и Архиповка.
Рядом проходит автомобильная дорога Р-60.